# Amsterdam (film 1999)
Amsterdam è un cortometraggio del 1999 scritto e diretto da Marco Ponti.

## Trama
Michele si aggira spaesato per la città di Saint-Vincent, cercando di orientarsi con la mappa di Amsterdam. Le parole di Suzanne, che gli parla del loro amore passato, contribuiscono a generare in lui ulteriore confusione.

## Riconoscimenti
- 1999 - Cinema in diretta
  - Miglior cortometraggio